# شارلوت بلینهایم
شارلوت بلینهایم (انگلیسی: Charlotte Blindheim; ۶ ژوئیهٔ ۱۹۱۷ – ۵ مارس ۲۰۰۵) باستان‌شناس اهل نروژ بود.